# Чинголи
Чѝнголи (на италиански: Cingoli) е град и община в Централна Италия, провинция Мачерата, регион Марке. Разположен е на 631 m надморска височина. Населението на общината е 10 735 души (към 2010 г.).